# Contea di Calhoun (Arkansas)
La contea di Calhoun, in inglese Calhoun County, è una contea dello Stato dell'Arkansas, negli Stati Uniti. La popolazione al censimento del 2000 era di 5 744 abitanti. Il capoluogo di contea è Hampton. La contea deve il suo nome a John C. Calhoun, membro del Senato degli Stati Uniti.

## Geografia fisica
L'U.S. Census Bureau certifica che l'estensione della contea è di 1638 km², di cui 1627 km² composti da terra e 11 km² composti di acqua.

### Contee confinanti
- Contea di Dallas (Arkansas) - nord
- Contea di Cleveland (Arkansas) - nord-est
- Contea di Bradley (Arkansas) - est
- Contea di Union (Arkansas) - sud
- Contea di Ouachita (Arkansas) - ovest

### Principali strade ed autostrade
- U.S. Highway 79
- U.S. Highway 167
- U.S. Highway 278/  Highway 4
- Highway 160
- Highway 172

## Storia
La Contea di Calhoun è stata costituita il 6 dicembre 1850.

## Città e paesi
- Hampton
- Harrell
- Thornton
- Tinsman